# Stående kvinna
Stående kvinna är en skulptur i teak från 1939–1941 av den danska skulptören Astrid Noack.
Skulpturen är ett av tio bildkonstverk, som ingår i Danmarks kulturkanon. Den finns i Göteborgs konstmuseum. 